# Kunya-Urgench
Kunya-Urgench (Turkmeens: Köneürgenç; van het Perzische Kohna Urganj; "Oud-Urchench"), ook bekend als Konya-Urgench, Oud-Urgench of Urganj, is een stad met ongeveer 30.000 inwoners in het noordoosten van Turkmenistan. Hier stond ook de historische stad Urganch (Oezbeekse spelling van Urgench), de hoofdstad van Chorasmië. Er staan nog diverse gebouwen uit de 11e tot 16e eeuw overeind, waaronder een moskee, een minaret, mausoleums en versterkingsmuren. Sinds 2005 staat het historische Oud Urgench op de Werelderfgoedlijst van UNESCO.
De bloeitijd van Oud Urgench was van begin 12e eeuw tot 1221, toen Dzjengis Khan de stad veroverde en met de grond gelijk maakte. De stad werd hierna herbouwd, maar later weer verwoest door Timoer Lenk rond 1370. De rivier de Amu Darja, waar de stad aan lag, wijzigde zijn loop in 1576, waardoor Oud Urgench vervangen werd door Urganch, gelegen in het tegenwoordige Oezbekistan.
- Library of Congress Control Number: no2007136705
- Nationale Bibliotheek van Tsjechië: ge1001135
- Système universitaire de documentation: 166804207
- Virtual International Authority File: 141100703